# Leptocerus rectus
Leptocerus rectus är en nattsländeart som beskrevs av Douglas E. Kimmins 1956. Leptocerus rectus ingår i släktet Leptocerus och familjen långhornssländor. Inga underarter finns listade i Catalogue of Life.